# Grups d'Acció i Reflexió Socialista
Grups d'Acció i Reflexió Socialista (GARS) fou un grup creat el 1973 per Vicent Ventura i Beltran i Joan Josep Pérez Benlloch, antics membres del Partit Socialista Valencià, i Màrius Garcia Bonafé, antic militant del PCE però vinculat al PSV. Pretenia ser el successor i ocupar el buit del PSV i es va moure ideològicament dins el nacionalisme valencià. S'integraren en la Taula Democràtica del País Valencià. El 1974 aconseguiren aplegar un centenar de militants, i a final d'any es constituïren en partit polític, adoptant el nom de Partit Socialista del País Valencià.